# Vưu
Vưu là một họ của người Trung Quốc (chữ Hán: 尤, Bính âm: You), nó đứng thứ 19 trong danh sách Bách gia tính. Việt Nam cũng có họ này, phân bố trong cộng đồng người Việt gốc Hoa.

## Những người Việt Nam họ Vưu nổi tiếng
- Vưu Tụng, một trong những địa chủ giàu nhất nhì ở Nam Kỳ thời phong kiến.
- Vưu Khải Thành, người sáng lập công ty Biti's

## Những người Trung Quốc họ Vưu nổi tiếng
- Vưu Đình Báo, họa sĩ nổi tiếng thời nhà Tống
- Vưu An Thạnh, thi sĩ thời nhà Tống
- Vưu Xương, họa sĩ thời nhà Minh
- Vưu Chương, đề đốc Giang Nam thời nhà Thanh
- Vưu Thiên Thần, thiếu tướng Quân Giải phóng Nhân dân Trung Quốc
- Vưu Hải Đào, trung tướng Quân Giải phóng Nhân dân Trung Quốc
- Vưu Trường Tĩnh, ca sĩ, cựu thành viên nhóm nhạc Nine Percent người Malaysia